# Barth
Pour les articles homonymes, voir Barth (homonymie).
Barth est une commune de l'arrondissement de Poméranie-Occidentale-Rügen, dans la région de Poméranie occidentale, dans le Land de Mecklembourg-Poméranie-Occidentale en Allemagne. Cette ville, qui fêtait en 2005 son 750e anniversaire, se situe au bord d'un bras de la mer Baltique, en face de la péninsule de Fischland-Darss-Zingst.
Barth a obtenu le droit de Lübeck en 1255 des mains de Jaromar II.
Barth possède un aéroport (code AITA : BBH).

## Histoire
| Appartenances historiques Principauté de Rügen 1168-1325 Duché de Poméranie-Wolgast 1325-1478 Duché de Poméranie-Barth 1377-1393 Duché de Poméranie-Wolgast 1393-1425 Duché de Poméranie-Barth 1425-1451 Duché de Poméranie-Wolgast 1451-1457 Duché de Poméranie-Barth 1457-1478 Duché de Poméranie 1478-1531 Duché de Poméranie-Wolgast 1531-1569 Duché de Poméranie-Barth 1569-1603 Duché de Poméranie-Stettin 1603-1625 Duché de Poméranie 1625-1637 Poméranie suédoise 1637-1815 Royaume de Prusse (Province de Poméranie) République de Weimar 1918–1933 Reich allemand 1933–1945 Allemagne occupée 1945–1949 République démocratique allemande 1949–1990 Allemagne 1990–présent |

## Jumelages
La ville de Barth est jumelée avec :
- Simrishamn (Suède) depuis le 18 avril 1997
- Bremervörde (Allemagne) depuis le 10 septembre 1990
- Kołobrzeg (Pologne) depuis juin 2000
- Varel (Allemagne)

## Personnalités liées à la commune
- Werner Fuetterer, acteur allemand né à Barth le 10 janvier 1907.